# Sân vận động Thành phố Thể thao Nhà vua Abdullah (Buraidah)
Sân vận động Thành phố Thể thao Nhà vua Abdullah, trước đây có tên gọi là Sân vận động Hoàng tử Abdullah bin Abdul Aziz, là một sân vận động bóng đá ở Buraidah, Ả Rập Xê Út. Sân được sử dụng chủ yếu cho các trận đấu bóng đá. Đây là sân nhà của Al Taawon và Al-Raed thuộc Giải bóng đá chuyên nghiệp Ả Rập Xê Út. Sân vận động này có sức chứa 25.000 khán giả.
Trận đấu chính thức đầu tiên diễn ra tại sân vận động là trận đấu giữa Al-Taawoun và Al-Tai vào ngày 24 tháng 12 năm 1982, trong khuôn khổ tuần thứ 2 của Giải bóng đá hạng nhất Ả Rập Xê Út 1982–83. Trận đấu kết thúc với tỷ số hòa 1–1, với bàn thắng chính thức đầu tiên được ghi trên sân là một pha phản lưới nhà của một hậu vệ của Al-Tai. Trận đấu có 10.000 khán giả dự khán.